# نهائي كأس الكؤوس الأوروبية 1999
نهائي كأس الكؤوس الأوروبية 1999 1999 UEFA Cup Winners' Cup final هي المباراة النهائية من منافسة كأس الكؤوس الأوروبية 1998–99، أقيمت المباراة في 19 مايو 1999، في ملعب فيلا بارك، بين فريقي ريال مايوركا، ونادي لاتسيو، وفاز فيها نادي لاتسيو، بعد أن هزم ريال مايوركا، بنتيجة 1 - 2، وكان حكم المباراة غنتر بينكو، وحضر المباراة 30021 شخصاً. كانت هذه المباراة النهائية لموسم 1998–99 من كأس الكؤوس الأوروبية وتتويجًا للمنافسة قبل أن يتم استيعابها ودمجها في كأس الاتحاد الأوروبي في الموسم التالي. ظهر مايوركا في أول نهائي له في موسمه الأول في المنافسة الأوروبية، بينما ظهر نادي لاتسيو أيضًا في أول نهائي له في كأس الكؤوس الأوروبية. كان هذا هو النهائي الأوروبي الثاني على التوالي بعد الوصول إلى النهائي من كأس الاتحاد الأوروبي في الموسم السابق.
كان كل فريق بحاجة للتقدم خلال أربع جولات للوصول إلى المباراة النهائية، والذي تم التنافس عليه على مباراتين، بمباراة على أرض كل فريق. كانت علاقات مايوركا كلها علاقات وثيقة. لقد تغلبوا على جينك البلجيكي في قاعدة الأهداف خارج الأرض بعد انتهاء التعادل 1–1 في مجموع المباراتين. لقد تغلبوا على حامل اللقب  تشيلسي من إنجلترا بهدف واحد. كانت غالبية مواجهات لاتسيو علاقات وثيقة، وتم تحديد اثنتين منها بناءً على قاعدة الأهداف خارج الأرض. كان الاستثناء هو مواجهتهم في ربع النهائي ضد الفريق اليوناني نادي بانيونيوس، حيث فازوا بنتيجة 7-0 في مجموع المباراتين.
أمام حشد من 33.021 متفرج، تقدم لاتسيو في المباراة النهائية عندما سجل المهاجم كريستيان فييري في الدقيقة السابعة. لم يتقدموا لفترة طويلة حيث تعادل مايوركا بعد أربع دقائق عندما سجل المهاجم داني هدفًا. وظلت المباراة متساوية في أغلب فترات المباراة حتى الدقيقة 81 عندما سجل لاعب خط وسط لاتسيو بافيل نيدفيد. مع عدم وجود أهداف أخرى، فاز لاتسيو بالمباراة 2–1 ليفوز بكأس الكؤوس الأخيرة وأول لقب أوروبي له.

## الطريق للنهائي
| الدور        | الخصم    | مباراة 1 | مباراة 2 | المجموع |
| ------------ | -------- | -------- | -------- | ------- |
| الدور الاول  | هارتز    | 1–0 (a)  | 1–1 (h)  | 2–1     |
| الدور الثاني | جينك     | 1–1 (a)  | 0–0 (h)  | 1–1     |
| ربع النهائي  | فاراجدين | 0–0 (a)  | 3–1 (h)  | 3–1     |
| نصف النهائي  | تشيلسي   | 1–1 (a)  | 1–0 (h)  | 2–1     |

| الدور        | الخصم     | مباراة 1 | مباراة 2 | المجموع |
| ------------ | --------- | -------- | -------- | ------- |
| الدور الاول  | لوزان     | 1–1 (h)  | 2–2 (a)  | 3–3     |
| الدور الثاني | بارتيزان  | 0–0 (h)  | 3–2 (a)  | 3–2     |
| ربع النهائي  | بانيونيوس | 4–0 (a)  | 3–0 (h)  | 7–0     |
| نصف النهائي  | لوكوموتيف | 1–1 (a)  | 0–0 (h)  | 1–1     |

### ريال مايوركا
الدور الاول
| هارت | 0–1    | ريال مايوركا  |
| ---- | ------ | ------------- |
|      | Report | مارسيلينو 17' |

| ريال مايوركا    | 1–1    | هارتز        |
| --------------- | ------ | ------------ |
| أرييل لوبيز 49' | Report | هاميلتون 78' |

الدور الثاني
| جينك       | 1–1    | ريال مايوركا |
| ---------- | ------ | ------------ |
| أولاري 71' | Report | دانييل 56'   |

| ريال مايوركا | 0–0    | جينك |
| ------------ | ------ | ---- |
|              | Report |      |

ربع النهائي
| فاراجدين | 0–0    | ريال مايوركا |
| -------- | ------ | ------------ |
|          | Report |              |

| ريال مايوركا                                    | 3–1    | فاراجدين    |
| ----------------------------------------------- | ------ | ----------- |
| أرييل إيباغازا 53' · باونوفيتش 55' · دانييل 75' | Report | Balajić 90' |

نصف النهائي
| تشيلسي  | 1–1    | ريال مايوركا |
| ------- | ------ | ------------ |
| فلو 50' | Report | دانييل 32'   |

| ريال مايوركا | 1–0    | تشيلسي |
| ------------ | ------ | ------ |
| بياجيني 15'  | Report |        |

### لاتسيو
الدور الاول
| لاتسيو     | 1–1    | لوزان       |
| ---------- | ------ | ----------- |
| نيدفيد 37' | Report | Douglas 54' |

| لوزان                  | 2–2    | لاتسيو                         |
| ---------------------- | ------ | ------------------------------ |
| Douglas 10' · ريهن 84' | Report | سالاس 7' · سيرجيو كونسيساو 26' |

الدور الثاني
| لاتسيو | 0–0    | بارتيزان |
| ------ | ------ | -------- |
|        | Report |          |

| بارتيزان                   | 2–3    | لاتسيو                                  |
| -------------------------- | ------ | --------------------------------------- |
| كرستاييتش 18' · ايلييف 85' | Report | سالاس 43' (ركلة.)، 76' · ستانكوفيتش 67' |

ربع النهائي
| بانيونيوس | 0–4    | Lazio                                              |
| --------- | ------ | -------------------------------------------------- |
|           | Report | ستانكوفيتش 3'، 60' · Gazis 14' (ه.ذ.) · نيدفيد 63' |

| لاتسيو                                       | 3–0    | بانيونيوس |
| -------------------------------------------- | ------ | --------- |
| نيدفيد 70' · ستانكوفيتش 77' · دي لا بينا 82' | Report |           |

نصف النهائي
| لوكوموتيف    | 1–1    | لاتسيو      |
| ------------ | ------ | ----------- |
| Janashia 61' | Report | بوكشيتش 77' |

| لاتسيو | 0–0    | لوكوموتيف |
| ------ | ------ | --------- |
|        | Report |           |

## المباراة

### التفاصيل
لعبت المباراة النهائية في 19 مايو 1999.
| ريال مايوركا | 1–2   | لاتسيو                |
| ------------ | ----- | --------------------- |
| دانييل 11'   | تقرير | فييري 7' · نيدفيد 81' |

### التشكيلات
| ريال مايوركا | لاتسيو |

| GK          | 13 | كارلوس روا          |     |     |
| RB          | 14 | خافيير اوليزولا (c) |     |     |
| CB          | 5  | مارسيلينو           |     |     |
| CB          | 4  | Gustavo Siviero     | 54' |     |
| LB          | 3  | ميكويل سولير        |     |     |
| DM          | 23 | فيسنتي إنغونغا      |     |     |
| RM          | 12 | لوران               |     |     |
| LM          | 11 | جوفان ستانكوفيتش    |     |     |
| AM          | 10 | أرييل إيباغازا      |     |     |
| CF          | 9  | دانييل              |     |     |
| CF          | 22 | ليوناردو بياجيني    |     | 73' |
| التبديلات:  |    |                     |     |     |
| GK          | 1  | César Gálvez        |     |     |
| DF          | 7  | لويس كاريراس        |     |     |
| DF          | 20 | فرناندو نينو        |     |     |
| MF          | 15 | باكو سولر           |     |     |
| FW          | 8  | Carlitos            |     |     |
| FW          | 21 | فليكو باونوفيتش     |     | 73' |
| FW          | 24 | أرييل لوبيز         |     |     |
| المدرب:     |    |                     |     |     |
| هيكتور كوبر |    |                     |     |     |

| GK                 | 1  | لوكا ماركجياني      | 90+1' |       |
| RB                 | 15 | جيوسيبي بانكارو     |       |       |
| CB                 | 13 | أليساندرو نيستا (c) |       |       |
| CB                 | 11 | سينيشا ميهايلوفيتش  | 23'   |       |
| LB                 | 5  | جوزيبي فافالي       |       |       |
| RM                 | 20 | ديان ستانكوفيتش     |       | 56'   |
| CM                 | 10 | روبرتو مانشيني      |       | 90+1' |
| CM                 | 25 | ماتياس ألميدا       |       |       |
| LM                 | 18 | بافل نيدفيد         |       | 84'   |
| CF                 | 9  | مارتشيلو سالاس      |       |       |
| CF                 | 32 | كريستيان فييري      | 39'   |       |
| التبديلات:         |    |                     |       |       |
| GK                 | 22 | ماركو بالوتا        |       |       |
| DF                 | 2  | باولو نيجرو         |       |       |
| DF                 | 17 | Guerino Gottardi    |       |       |
| DF                 | 24 | فرناندو كوتو        |       | 90+1' |
| MF                 | 7  | اتيليو لومباردو     |       | 84'   |
| MF                 | 21 | إيفان دي لا بينا    |       |       |
| FW                 | 14 | سيرجيو كونسيساو     |       | 56'   |
| المدرب:            |    |                     |       |       |
| زفن غوران إيريكسون |    |                     |       |       |

| قواعد المباراة - 90 دقيقة. - 30 دقيقة وقت إضافي إذا لزم الأمر. - ركلات الترجيح إذا ظلت النتائج متساوية. - سبعة بدائل مسماة. - الحد الأقصى لثلاثة تبديلات. |